# Pfarrkirche Diersbach

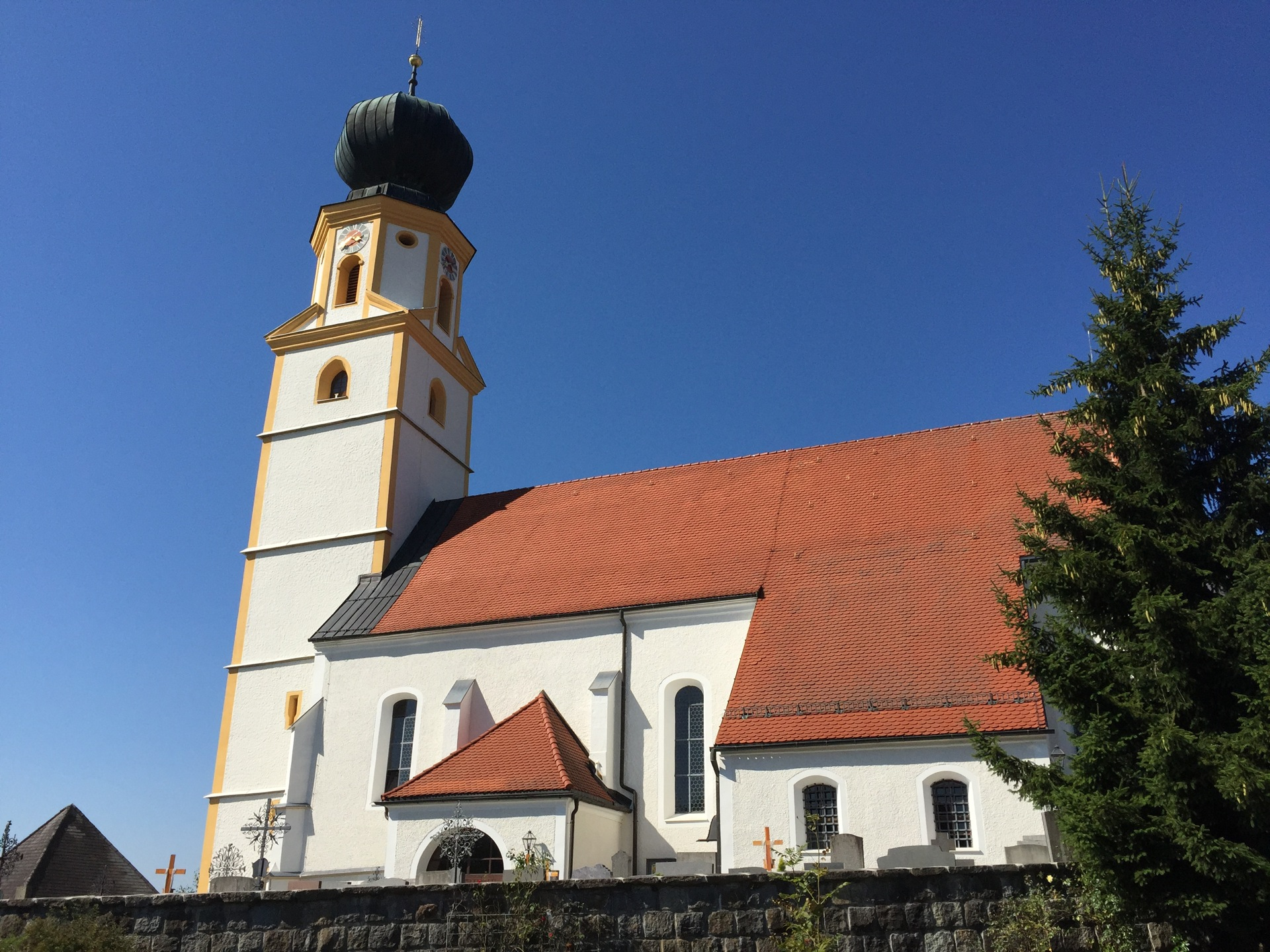
Kath. Pfarrkirche hl. Martin in Diersbach

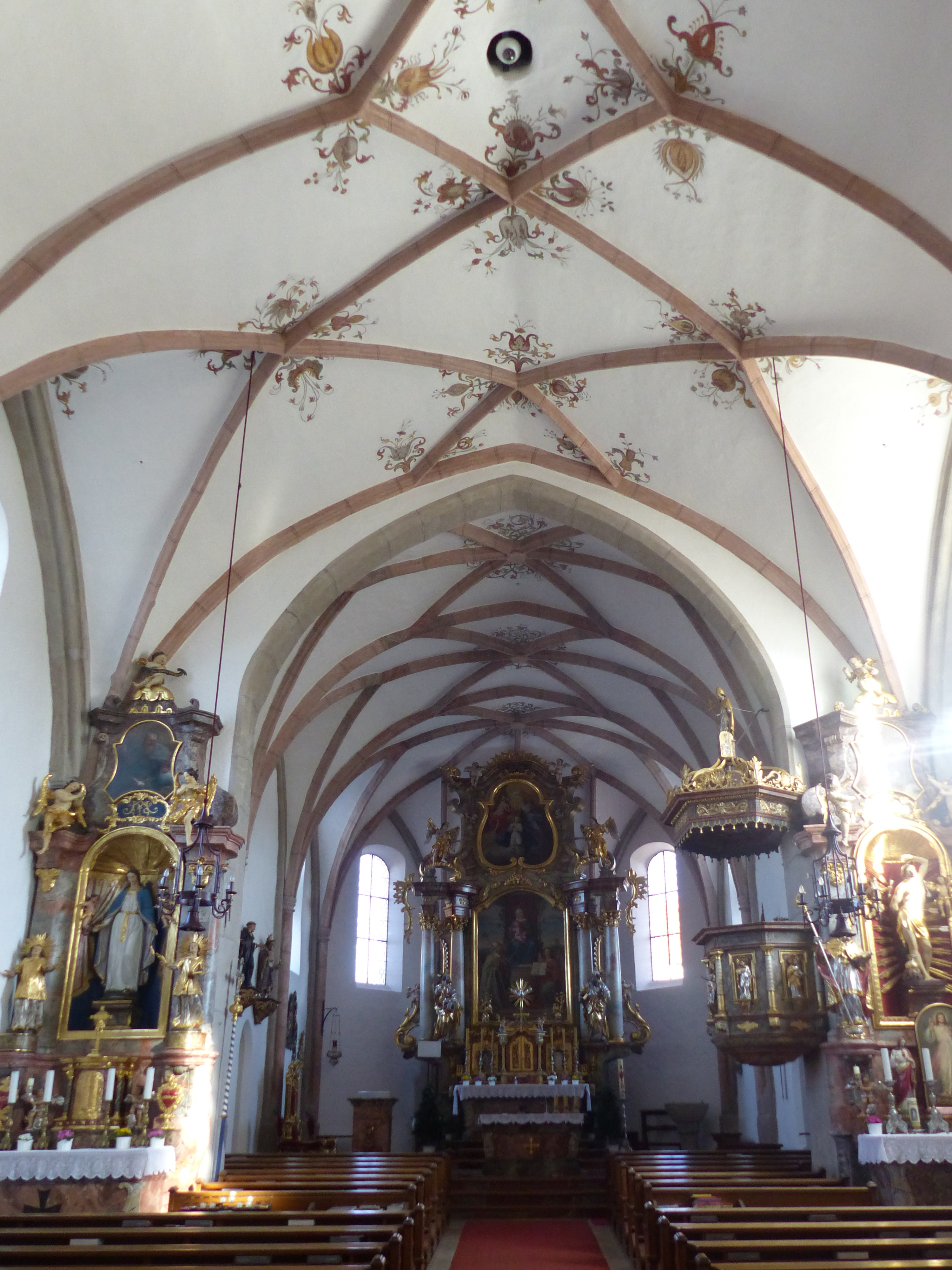
Ansicht zum Altar

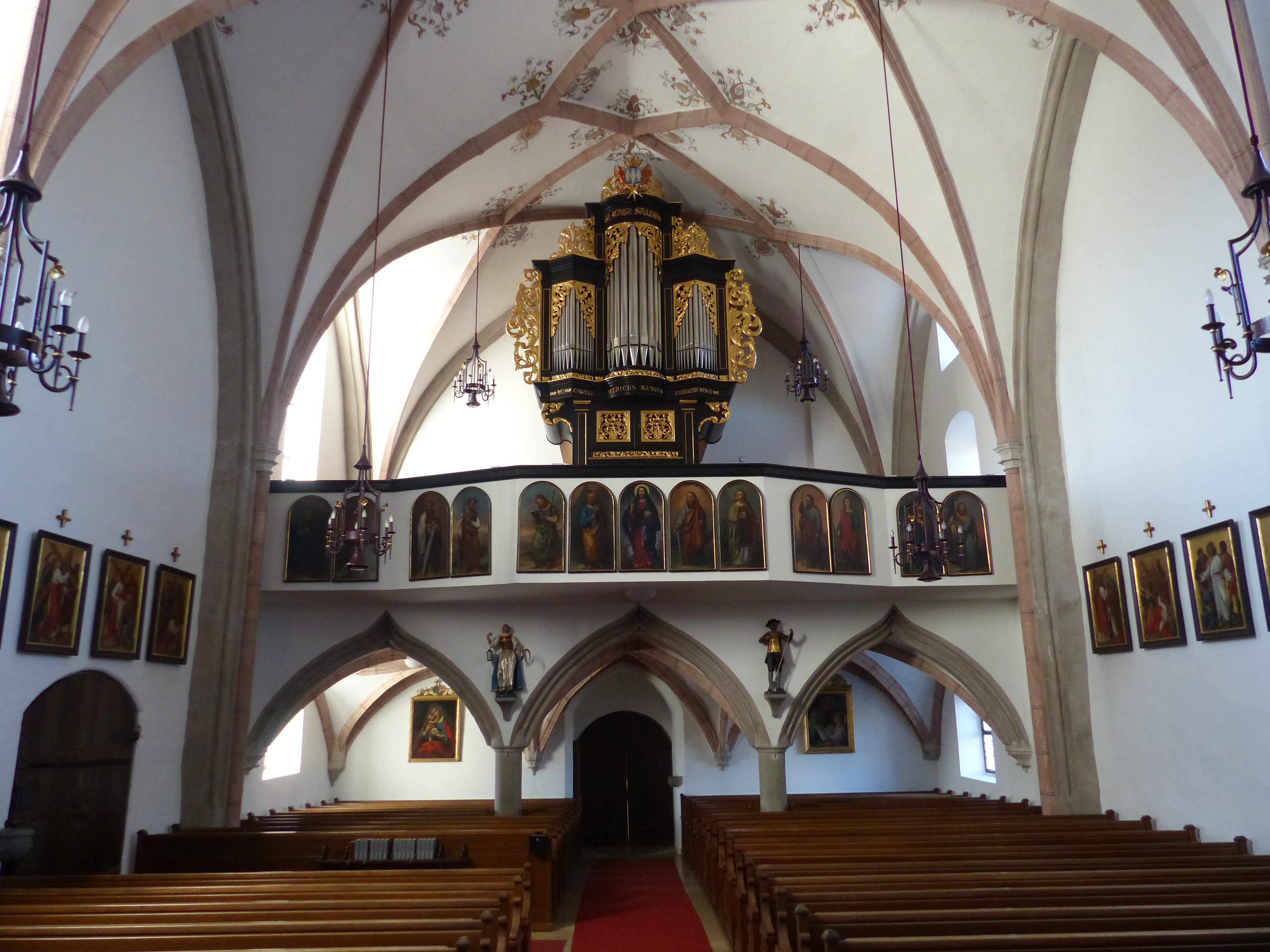
Empore mit der Kirchenorgel

Die römisch-katholische Pfarrkirche Diersbach steht im Ort Diersbach in der Gemeinde Diersbach im Bezirk Schärding in Oberösterreich. Die auf den heiligen Martin geweihte Kirche gehört zum Dekanat Andorf in der Diözese Linz. Die Kirche und der Friedhof stehen unter Denkmalschutz.

## Geschichte
Eine Kirche wurde 1432 geweiht.

## Architektur
Der netzrippengewölbte Kirchenbau hat ein einschiffiges dreijochiges Langhaus mit einem leicht eingezogenen zweijochigen Chor mit einem Fünfachtelschluss. Die dreiachsige Westempore ist netzrippenunterwölbt. Außen zeigt die Kirche abgetreppte Strebepfeiler. Der Südturm mit einem netzrippengewölbten Läuthaus wurde oben in ein Achteck übergeführt und trägt einen Zwiebelhelm. Die Sakristei ist netzrippengewölbt. Das Süd- und Ostportal sind gotisch kielbogig, die Osttür hat gotische Beschläge.
Die Kirche steht auf einem rutschenden Hang, ihr Turm gilt als Schiefer Turm mit einer aktuellen Neigung von fast 1 Meter Richtung Westen. Nach einem Jahr mit Vermessung der Bewegung von Boden und Bauwerk wurde der Hang mit Schrägankern und die Fundamente mit bis zu 14 m langen Bohrpfählen in den Untergrund stabilisiert. Diese Arbeiten fanden 1988–1991 statt.

## Ausstattung
Der Hochaltar und die Seitenaltäre sind aus der Mitte des 18. Jahrhunderts. Das Hochaltarblatt malte Kaspar Jehle (1862). Die Kanzel ist aus dem Ende des 17. Jahrhunderts. Es gibt Holzstatuen hl. Michael und hl. Florian um 1670.
Es gibt eine Glocke von 1719.
Eine relativ große Orgel wurde 1996 eingeweiht.